# Відмінник кінематографії СРСР
Відмінник кінематографії СРСР — нагрудний знак Державного комітету СРСР з кінематографії. Ним нагороджувалися працівники системи Державного комітету СРСР з кінематографії, а також працівники інших підприємств та організацій, які сприяли розвитку радянської кінематографу.

## Історія
Був заснований Держкіно СРСР та ЦК профспілки працівників культури 12 липня 1979 (Наказ №218 / 03-117).